# 松島悠衣
松島 悠衣（まつしま ゆい、1989年6月9日 - ）は、日本の実業家。
弟は実業家で元ラグビー選手の松島鴻太。

## 経歴・人物
- 京都府出身。実家は自動車ディーラーのマツシマホールディングスを経営している松島家。
- 同志社大学卒業後、実家のマツシマホールディングスに入社[1]。
- 実家の会社では企業プランディングなどの業務に携わっていたが、会社の存続を見据えて学び直すことを決意し、2019年に早稲田大学大学院経営管理研究科に事業承継者入学試験を経て社会人入学し、体系的経営学を学ぶ[2]。
- 2021年に大学院を修了した後、マツシマホールディングス取締役に就任し、現在に至る。

### 競馬との関わり
父の松島正昭が古くから騎手の武豊と知己であったことから、中学校時代に競馬に触れることになったと云う。
正昭が日本中央競馬会馬主資格を取得した際には、正昭の持ち馬には自身の名前と沖縄方言から由来を得たユイマール（松永幹夫厩舎）などもおり、正昭の競馬事業を応援する気持ちがますます芽生えて言ったことを明かしている。
悠衣は正昭が経営するマツシマホールディングスの子会社であり、競馬事業運営会社であるキーファーズの取締役を務めているが、正昭が一口馬主クラブ設立を思いついて「インゼルサラブレッドクラブ」を立ち上げた時には、悠衣自らが馬主クラブ法人としての「インゼルレーシング」の代表取締役社長に就任した。
今後の夢として悠衣は「若い女性などにも気軽に出資できるようなシステムを」という考えから募集馬をパッケージ化する「インゼルファンファンド」を設け、また世界的強豪馬作りから引退馬のケアまでも行える夢のあるクラブを作るという方針を打ち出している。